# Goofy
Goofy (nombre completo Goofy Goof; antiguamente también conocido como Tribilín en Hispanoamérica) es un personaje ficticio del universo de Mickey Mouse creado por Walt Disney Company en 1932, cuando apareció en el cortometraje Mickey's Revue con el nombre Dippy Dawg. Este perro antropomórfico es uno de los mejores amigos de Mickey. Su principal característica es su gran torpeza. Para describirlo, el director Jack Hannah lo llama «estúpido» y Dave Smith, el archivero de Disney, habla de «estupidez combinada con una buena formación».
Después de una carrera junto a Mickey Mouse y el Pato Donald fue, entre 1940 y 1960, el héroe de su propia serie de cortometrajes, que incluían tramas como la subserie Cómo... con Goofy sirviendo de ejemplo de cómo hacer diferentes tipos de actividades, o cortometrajes en la década de 1950 donde se le presenta como un hombre común (bajo el nombre de George Geef) en momentos de la vida cotidiana, en ocasiones incluyendo a su esposa y su hijo en la trama. Algunos de estos cortometrajes incluían población que estaba formada por variaciones del personaje.
En 1954, se une a él un sobrino, Gilbert, y luego, en 1979, un primo destacado por Disney en las campañas promocionales vinculadas principalmente a los deportes, y utilizadas en los cómics, Sport Goofy. Sin embargo, en los años 2000, los dos personajes se convierten en uno solo, como ocurre en ciertos gags de origen francés publicados en Le Journal de Mickey.
A partir de los años 1990, Goofy se convirtió en el protagonista de la serie de televisión La tropa Goofy, donde convivía con su hijo Max. Esta serie inspiró dos largometrajes: A Goofy Movie (1995) y An Extremely Goofy Movie (2000).

## Historia

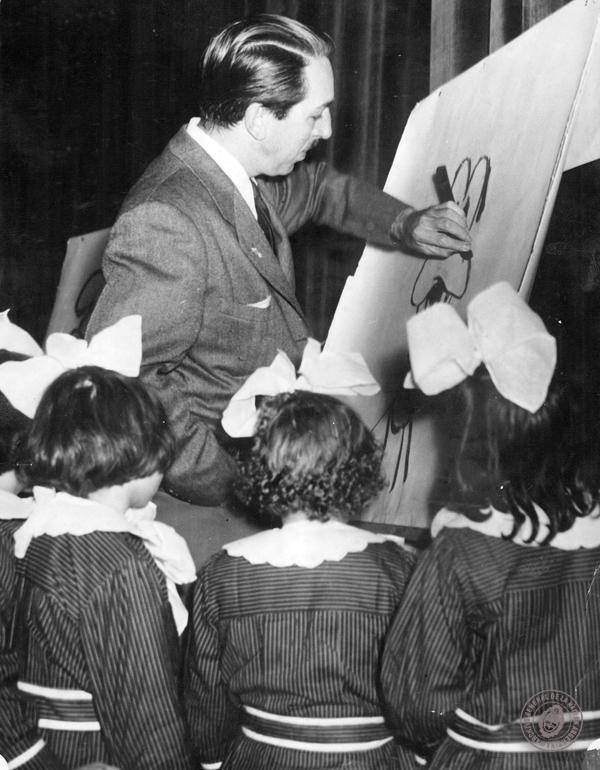
Walt Disney dibujando a Goofy.

### 1932-1934: Dippy Dawg se convierte en el «Goof»

#### Nacimiento de Dippy Dawg
Goofy aparece por primera vez en el cortometraje Mickey's Revue, el 25 de mayo de 1932. Dirigido por Wilfred Jackson este cortometraje presenta a Mickey, Minnie Mouse, Horace Horsecollar y Clarabelle Cow actuando en concierto. Entre los espectadores se encuentra un perro, cuyo comportamiento grosero y ruidoso irrita rápidamente a sus vecinos que acaban noqueándolo. Su característica risa, inventada por el actor Pinto Colvig, lo distingue de sus vecinos que también tienen apariencia canina. Para Flora O'Brien, este personaje sólo «ríe pero de una manera lo suficientemente memorable como para que Walt lo note».
Esta versión primitiva de Goofy contrasta con lo que será el personaje: es un señor mayor con quevedos cuadrados, perilla y cola tupida, que todavía no lleva pantalones ni ropa interior. Walt Disney y su equipo quedaron impresionados por su risa ronca y decidieron reutilizarla. No hay que perder de vista que uno de los rasgos característicos de las películas de animación de Disney es la «personalidad animada». el conjunto de pequeños elementos que componen los gestos, el carácter del personaje y lo hacen más humano. Las características de este personaje sirvieron de base para un héroe recurrente.
Luego encontramos a Dippy Dawg en el cortometraje The Whoopee Party, estrenado el 17 de septiembre de 1932, manteniendo la risa. El personaje de Dippy hizo cuatro apariciones cinematográficas durante 1932 y dos más en 1933. Entonces constituye un papel secundario adicional recurrente y no un miembro permanente de la pandilla de Mickey, situación que según John Grant se debe a la presencia de otro perro, Pluto.
Estas primeras apariciones aún no presentan las características futuras de Goofy, incluida la principal, la generación del caos. Steve Hulett, transcrito por John Grant y Flora O'Brien, indica que «en The Whoopee Party, Goofy ayuda a Mickey a preparar una comida de fiesta en la cocina y lo hace sin problemas. Sus características de torpeza e ingenuidad aún no están del todo descubiertas. [Por el contrario], en 1942 en Mickey's Birthday Party, es capaz de destrozar la cocina, la tarta y la fiesta con una mano, todo ello con perfecta inocencia y buen humor».
En los cómics, las tiras cómicas de Mickey Mouse dibujadas por Floyd Gottfredson que se hicieron cargo de las publicaciones en 1930 tras la marcha de Ub Iwerks, representaban generalmente la vida cotidiana de Mickey Mouse. A partir del 8 de enero de 1933, Gottfredson repite el personaje en las tiras semanales y lo llama Dippy Dawg. Este personaje se acerca al de las películas por ciertas características fisionómicas. Antes de ser uno de los amigos cercanos de Mickey, Gottfredson convirtió a Dippy en un vecino problemático y luego le dio un lugar más importante.
La producción de cómics de Disney en esta época se dividía en varias partes, siendo las dos más importantes las tiras diarias (de lunes a viernes) y los semanarios (domingo). Dippy apareció por primera vez en las tiras semanales pero rápidamente se unió a las diarias. El primer relato diario donde Dippy aparece como alguien cercano a Mickey, compartiendo sus aventuras, es Mickey y los tres ladrones, publicado desde el 9 de octubre de 1933 al 9 de enero de 1934. Luego aparece regularmente en las historias como personaje secundario.

#### El «Goof»
El año 1934 marcó el comienzo de un punto de inflexión en la carrera de Goofy. Ahora forma parte de la «pandilla de Mickey» junto a Minnie Mouse,  Pluto, Clarabelle Cow y Horace Horsecollar pero, a diferencia de los dos últimos, es poco más que un papel secundario y se le promete aún más. En Orphan's Benefit,  estrenada el 11 de agosto de 1934, recibe el sobrenombre oficial de «Goofy»  (que en inglés significa: simplón) y se convierte en un miembro habitual de la pandilla junto con otros recién llegados: el Pato Donald y Clara Cluck. Su nombre oficial sigue siendo Dippy Dawg. Pero incluso dentro de los estudios de Disney, estamos hablando del personaje de Goof y no de Dippy Dawg.
También fue ese año que Art Babbitt escribió lo que podría llamarse un «manifiesto» para Goofy. Afirma: «En mi opinión, el Goof ha sido por el momento un pobre personaje de dibujos animados tanto por su físico como por su mentalidad expresiva, indefinidas e intangibles... Su única característica que lo identificaba previamente era su voz». Este escrito aparentemente fue escuchado e implementado al año siguiente. Art Babbitt no realiza su primera hazaña con este manifiesto. En 1932, cuando abandonó la costa Este de los Estados Unidos para incorporarse a los estudios Disney en California, propuso a Walt Disney que «trabajase tres meses gratis y luego lo despidiera o le pagara lo que se merecía».

### 1935-1937: trío de Mickey, Donald y Goofy
Mickey's Service Station dirigida por Ben Sharpsteen el 16 de marzo de 1935, marca la primera aventura del trío Mickey/Donald/Goofy, así como la implementación de los comentarios de Art Babbitt. Esta película marca un hito importante en la vida de Goofy. La llegada de Art Babbitt le da al personaje una nueva vida. dándole nuevas características. Luego, Goofy adopta un nuevo patrón de personalidad, reutilizado durante los años siguientes. En esta película, Goofy es un mecánico que se enfrenta a la reparación de un motor. Mientras sube al motor y pasa su brazo por la mecánica, su mano lo toca por detrás pero Goofy, después de varios intentos y un golpe con un martillo, se da cuenta de que es él mismo. Según John Grant, es gracias a esta escena que «Goofy finalmente desarrolló su glorioso arte de tomarse el mayor tiempo posible para lograr lo menos posible». Pero para que Babbitt se hiciera cargo de esta escena, hizo un trato con Walt Disney, obligándose a trabajar en una escena con Pete, personaje que odiaba.
Este trío es denominado por Flora O'Brien los «tres mosqueteros», juego de palabras inglés con ratón y mosquetero. Todas sus aventuras se basan en el mismo modelo, descrito como «estructura rígida» por John Grant: ante una serie de problemas, intentan encontrar una solución actuando los tres por separado, según su carácter, y la conclusión les trae juntos, a menudo a sus expensas. Goofy también tiene la particularidad de encontrar objetos normalmente inanimados que cobran vida y se convierten en sus enemigos hasta que Goofy simplemente queda sorprendido por la situación.
El arquetipo de esta estructura es Moving Day (1936) donde cada uno mueve lo que puede. Mickey oficia en la sala de estar, Donald en el dormitorio de arriba y Goofy pelea con un piano entre la cocina y su camioneta estacionada en el patio. El piano está más que animado aquí, está vivo y Goofy tarda en darse cuenta de ello. Esta característica del piano se une a los objetos vivos de las Silly Symphonies y se ha vuelto recurrente en las producciones de Disney.
Sucede regularmente que Donald y Goofy interactúan como en On Ice (1935) o Moose Hunters (1937). Los dos personajes se encuentran luego en sus aventuras, pero esto parece encajar en la estructura de la serie. En On Ice, Goofy intenta pescar a través de un agujero hecho en el hielo del estanque. Luego utiliza tabaco mascado como cebo, técnica ya utilizada por Julius en Alice's Fishy Story (1924), pero se queda con las manos vacías hasta que atrapa algo que resulta ser el Pato Donald. En Moose Hunters (1937) cooperan, vistiendo juntas trajes de alce hembra para atraer a los machos al visor de Mickey. En los cómics, en Mickey y el avestruz (1936), Dippy obtiene el sobrenombre de «Goofy», más popular entre el público.
Los cortometrajes Clock Cleaners, estrenados el 15 de octubre de 1937 y Los fantasmas solitarios publicado el 24 de diciembre de 1937, a menudo se consideran los mejores episodios de los cortometrajes del trío. En Clock Cleaners, basada en Flora O'Brien, Goofy se roba el protagonismo de Donald y Mickey en secuencias que son una película dentro de una película, que culminan en una escena en la que se cuelga de las manecillas del reloj, que recuerda a Harold Lloyd en El hombre mosca (1923). En Los fantasmas solitarios, el trío, formado en la «compañía de exterminio de fantasmas Ajax» (precursores de Los cazafantasmas), es contratado para limpiar una casa embrujada de sus voluminosos habitantes. Goofy pronuncia una de sus frases más memorables: «Soy valiente pero soy cuidadoso». También dice que vio un fantasma en un espejo en lugar de su reflejo: «Nunca supe que era tan hermosa».

### 1938-1940: Duetos y debut solista
No fue hasta 1938 que el nombre Dippy Dawg desapareció por completo de los cómics, el título del libro La historia de Dippy the Goof le dio al personaje un nuevo nombre pero en los dibujos animados, el apodo pasó a ser oficialmente Goofy the Goof. En Francia, adoptó el nombre de Dingo en 1937, nombre que seguiría siendo suyo durante el resto de su carrera. En 1939, el nombre Goofy Goof se oficializó en el primer cortometraje de la serie homónima.
Durante la serie, el papel de Mickey disminuye gradualmente en beneficio de sus compañeros por una sencilla razón: entre Donald el frustrado y Goofy el soñador, Mickey aparece rápidamente como quien debe mantener los pies en la tierra y por eso es difícil hacer bromas. Polar Trappers,  publicado el 17 de junio de 1938, marca la primera aventura de Goofy y Donald sin Mickey. Propietarios de «Donald and Goofy Trapping Co.», nuestros héroes cazan (sin éxito como sospechamos) la morsa en el Polo Norte. Sin embargo, esta película todavía está etiquetada como parte de la serie de Mickey Mouse. Sin embargo, Mickey está de regreso en The Whalers, publicado el 19 de agosto de 1938, que marcará la última actuación del trío en la «era clásica».
Goofy and Wilbur dirigida por Dick Huemer y estrenada el 17 de marzo de 1939, constituye la primera aventura en solitario de Goofy y el inicio de su propia serie. Esta película reúne y paralela los destinos de Goofy y Wilbur, su mascota, un grillo. Los dos amigos deberán luchar contra una sucesión de mala suerte. En el lado cómico, Goofy es más bien un dúo con Mickey. Entre 1938 y 1942 participó como el mejor amigo de Mickey en siete cuentos largos. Así que él es:
- marinero en The Mighty Whale Hunter (1938)[30]
- detective durante el primer encuentro con The Phantom Blot en Outwits the Phantom Blot (1939)[31]
- vaquero en The Ransomman (1940)[32]
- hombre prehistórico en The Land of Long Ago (1940-1941)[33]
- Una ayuda preciosa para las historias del corazón de Mickey en Love Trouble (1941)[34]
- el único capaz de no ser hipnotizado por el ladrón -y por tanto de capturarlo- en The Gleam (1942)[35]
- nuevamente detective en The Black Crow Mystery (1942)[36]

### Décadas de 1940 y 1950: la serieGoofy
En las décadas de 1940 y 1950, Goofy continuó su carrera bajo su propia serie, que incluía 58 cortometrajes estrenados entre 1939 y 1965. Esta creación de una serie surge de varios factores, como el cese de Silly Symphonies, la ralentización de Mickey Mouse - por falta de posibilidades de guion - pero también de una redistribución, deseada por Disney, de los animadores en equipos separados y especializados en caracteres. Esta distribución, además de ser económicamente más económica, también permite una mejor calidad en cada personaje; Donald queda así confiado a Jack Hannah y Jack King, Plutón a Norman Ferguson y Charles August Nichols, Mickey a Bill Roberts y Riley Thompson, mientras que Jack Kinney se hace cargo de Goofy. La serie Goofy se lanzó oficialmente en 1939 con Goofy and Wilbur y continuó hasta 1953 (con una película final en 2007). Flora O'Brien dice que el Goofy de la década de 1940 es «menos redondeado en las esquinas, menos aturdido y con un sentido cómico más amplio de la velocidad». También lleva una carrera casi exclusivamente en solitario.
A principios de los años 40, Jack Kinney propuso una nueva evolución para Goofy: quería darle un papel más erudito y ofrecerle así una amplia fuente de escenarios. Animado por Walt Disney, empezó a trabajar en un cortometraje. Goofy comienza su nueva carrera, la de la subserie Cómo... (How to...) en 1941 en Cómo montar un caballo, incluido en el documental El dragón chiflado. Como señaló Jack Kinney citado por Flora O'Brien y retomado por John Grant, Goofy aquí muestra «La forma más ridícula de montar a caballo desde que el hombre montó sobre un jaque prehistórico».
Este primer aprendizaje caótico y loco sienta las bases para futuros escenarios de carácter «iniciático o educativo», las películas deportivas son solo una variación del tema. En estas películas, Goofy habla poco y un narrador hace el comentario, sin embargo, regularmente deja escapar su famoso grito (¿de dolor?): el «Goofy holler». John Grant explica que el narrador, John McLeish, un artista de Disney que imitaba a John Barrymore para hacer reír a sus compañeros, fue contratado para compensar parcialmente el vacío creado por la salida (temporal) de Pinto Colvig. En sus primeras grabaciones, Jack Kinney le habría hecho creer a sabiendas, tras pedirle que fuera lo más serio posible, que estaba grabando textos educativos.
Muchos cortometrajes de Goofy creados después del lanzamiento de la subserie Cómo... pueden asociarse a ella: John Grant define así la película A Knight for a Day (1946) como una variación de la caballería. Podemos destacar así Foul Hunting (1947) o They're Off (1948) en las carreras de caballos, pero parece que el lado cómico se apoderó del lado educativo, no estaban afiliados a la serie. Este tipo de películas continuó durante toda la producción de Goofy con, por ejemplo, Aquamania.

#### Segunda Guerra Mundial
Como la mayoría de los personajes de los cortometrajes de Disney, Goofy fue utilizado durante la Segunda Guerra Mundial como insignia de las tropas estadounidenses. A pesar de su pobre desempeño como mecánico en 1935 en la estación de servicio de Mickey, se convirtió en la estrella del 374.º Escuadrón de Entrenamiento de Bimotores. Al igual que Donald, participó en el «esfuerzo de guerra» con películas propagandísticas como Victory Vehicles (1943), que pedía ahorrar combustible.
Durante el período 1941-1946, Goofy está presente en 28 películas, Mickey en 16 y Donald en 60. Comparando estas cifras, Flora O'Brien señala que el Pato Donald es el «gran héroe Disney de esta época», Mickey «bajo un escenario sol» y Goofy un «artista consumado». El personaje continúa su carrera con los numerosos cortometrajes de la subserie Comente... y también en algunas secuencias de largometrajes como El Gaucho Goofy, tercera parte del largometraje Saludos Amigos, formando así parte del equipo enviado junto Walt Disney en Sudamérica. Este cortometraje plantea a Goofy como un gaucho en las pampas, que recuerda a la película The Gallopin' Gaucho con Mickey, estrenada en 1928.
Algunos otros cortometrajes también le permiten seguir los pasos de Mickey Mouse o las Comedias de Alicia explorando el mundo. Podemos citar Tiger Trouble (1945) en la India, Lion Down (1951) en África, Two Gun Goofy) (1952) en el lejano oeste (que recuerda a Two-Gun Mickey de 1934) y For Whom the Bulls Toil (1953) en España.

#### Goofy, el deporte y «Señor común y corriente»

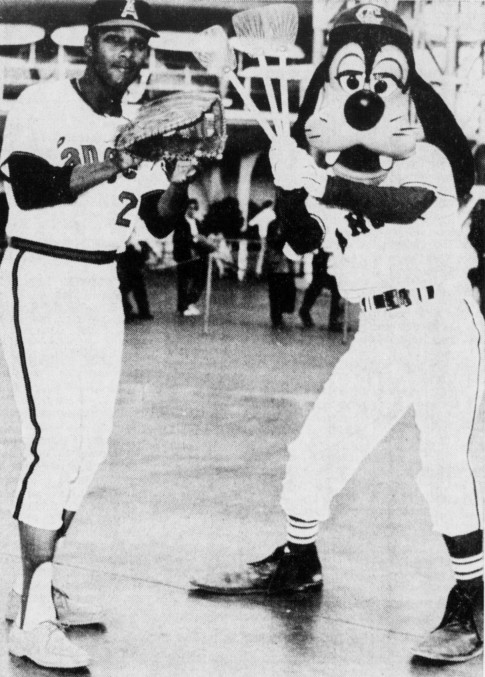
Vada Pinson y Goofy en 1972.

Dentro de la subserie How to..., la película How to Play Baseball (1942) inaugura un proceso narrativo donde todos los personajes de la película son variaciones del personaje principal. De este modo, Goofy gana profundidad psicológica al respaldar el estereotipo del «Señor común y corriente» que lucha con una serie de problemas diarios. Como resultado, en las caricaturas de este período, Goofy nunca es llamado por su nombre (a pesar de su mención en los créditos) sino George Geef o G.G. Geef, un mando medio, casado y padre de familia, al que le aventuras. Lleva este nombre en:
- Cold War (1951)[51]
- Tomorrow We Diet (1951)[52]
- Get Rich Quick (1951)[53]
- Father's Lion (1952)[54]
- Father's Week End (1953)[54]

Las películas How to Play Baseball (1942), How to Play Football (1944), Hockey Homicide (1945) y Double Dribble forman un todo coherente. Todos se basan en deportes, respectivamente béisbol, fútbol americano, hockey sobre hielo y baloncesto, y utilizan el proceso de múltiples encarnaciones de Goofy para cada rol. Además, los tres últimos rinden homenaje a los animadores o empleados de Disney utilizando su nombre o algún apodo para referirse a los jugadores. Sin embargo, los dos últimos no forman parte de la serie Comment faire.... Al igual que otras producciones que utilizan a Goofy en el deporte, presentan otra faceta del personaje, el Goofy deportivo que Flora O'Brien descifra en una sección especial de su libro Walt Disney's Goofy: The Good Sport. O'Brien dice que esta asociación con el deporte está ligada a la juventud de Jack Kinney, un entusiasta atleta y campeón de salto de altura entonces miembro incondicional del equipo de sóftbol de Disney Studios. En cuanto al uso exclusivo del personaje de Goofy, disponible en todos los roles, precisa que esta es la solución encontrada por Kinney para reducir los costes relacionados con la animación de varios personajes de Disney.
El proceso de encarnaciones de Goofy alcanza su punto máximo en No Smoking (1951) en la que Goofy, en un mundo de Goofies, intenta desesperadamente deshacerse de su adicción a la nicotina. La película supone también una excepción en la política de los estudios Disney, cuya regla era evitar cualquier polémica, en una época en la que fumar todavía se consideraba natural y gratificante. Flora O'Brien indica que esta sobreexplotación de Goofy fue criticada -sin especificar por quién - por haber «alejado demasiado al personaje de sus raíces». Ella responde que hoy se toma como un reflejo de los cambios que afectaron a la sociedad americana en los años 50, como la fotografía para todos, los automóviles, los padres que cuidan de sus hijos o las vacaciones. Según ella, también podemos verlo como una crítica a la sociedad de la época, Goofy no respeta el código social establecido durante siglos como las mujeres en casa mientras los hombres trabajan.

#### Universo en desarrollo
Estas series también son una oportunidad para desarrollar el mundo que rodea a Goofy, con la aparición de nuevos personajes y una familia. Casado en la mayor parte de George Geef (aunque nunca veamos el rostro de la señora Geef), se convierte en padre de un niño en Fathers Are People (1951). Goofy es el primer antagonista del El Oso Humphrey en Hold That Pose (1950), antes de que este último continuara su carrera contra Donald. También se enfrenta varias veces al Louie el Puma, en Lion Down (1951) y Father's Lion (1952). Goofy también tenía una mascota en Man's Best Friend (1952), un perro llamado Bowser. En el aspecto cómico, el personaje formó con el tiempo una familia mucho más numerosa, aunque discreta.
En mayo de 1954, Goofy fue bendecido con un sobrino, Gilbert, que era tan inteligente como Goofy ingenuo. El diseñador italiano Romano Scarpa lo inventó en 1957 en Topolino e il Pippotarzan. un hermano «salvaje» que vive en la selva: Pippotarzan.  En 1955, Goofy fue objeto de una biografía televisiva en The Goofy Success Story, en la que predomina la ficción. Goofy se ve no inventado por el estudio Disney sino «descubierto» por cazatalentos de Hollywood en un cine, riéndose con su risa característica. Sólo después de unirse a Disney adoptó un seudónimo. A partir de 1956, los estudios Disney interrumpieron la producción regular de cortometrajes y se volcaron hacia la televisión, lo que atrajo al público de las salas de cine. Además, los dibujos animados costaban entonces 75 000 dólares cada uno, lo que es difícil de rentabilizar sólo operando en los cines.

### Década de 1960-1980
Durante la década de 1960, Goofy sólo apareció en tres cortometrajes que pusieron fin a su propia serie. Podemos destacar la película Aquamania (1961) que ganó un Oscar. La última aparición significativa de Goofy en una caricatura data del 22 de septiembre de 1965 en Goofy's Freeway Troubles, que no es otra que la secuela de Freewayphobia No. 1, estrenada unos meses antes. Goofy no reapareció en la animación hasta 1983. Sin embargo, su carrera, como la de muchos personajes de Disney, continuó con las historietas.

#### Persistencia en los cómics
Pero este año, 1965, marca el comienzo de una carrera adicional para Goofy, la de superhéroe. Apareció por primera vez en julio de 1965 en el cómic Donald Duck #102. En octubre de 1965, nos enteramos en Super Goofy contra el ladrón de Zanzipar que Goofy puede adoptar los rasgos de Super Goofy al ingerir maní mágico, al igual que su sobrino Gilbert se convierte en Super Gilbert. Los cacahuetes que Goofy cultivaba en su jardín supuestamente fueron alcanzados por un rayo cósmico. El personaje de Super Goofy tendrá su propia serie en Estados Unidos desde noviembre de 1965 hasta 1972.
A partir de 1969, Del Connell y Floyd Gottfredson le dieron a Goofy una novia llamada Gloria, un ratón más antropomórfico que Minnie. Se utilizó habitualmente hasta 1977, luego sus apariciones se volvieron ocasionales. En 1976, el guionista Cal Howard y el diseñador Héctor Adolfo de Urtiága crearon la serie titulada Goofy descubre... en el que Goofy presta sus rasgos a un cierto número de hombres famosos de la historia para un breve resumen de sus vidas: Cristóbal Colón, Isaac Newton, Galileo Galilei, Ludwig van Beethoven, Johannes Gutenberg, Giacomo Casanova...
En 1979 Disneyland Records publicó Mickey Mouse Disco, un álbum musical que comprende versiones disco de clásicos musicales de Disney, y promocionado por una recopilación de cortometrajes animados, lanzado el 25 de junio de 1980. El 21 de mayo de 1986, el francés Claude Marin dibujó el personaje de Goofy disfrazado de bebé para la serie Disney Babies, cuya publicación comenzó en el número de 1769 de Journal de Mickey. En diciembre de 1988, el guionista Bruno Sarda y la dibujante María Luisa Uggetti inventaron al primo aventurero de Goofy inspirándose en el personaje de Indiana Jones: Indiana Goofys (Indiana Pipps en versión original italiana).

#### Vuelta a la animación con el deportivo Goofy
En 1980, la empresa Disney, muy implicada en la promoción del deporte, creó un nuevo Goofy deportivo, físicamente más musculoso, especialmente en el torso, con dientes más cortos y un vestuario deportivo. Aprovechando los cortometrajes de los años 1940 a 1960, la empresa le dio a Goofy una nueva función, la de promover todos los deportes. El principal deporte afectado es el tenis. Goofy se convierte en la mascota oficial del equipo olímpico francés de tenis de 1980. Luego fue nombrado en 1981 embajador para la Alemania Occidental del German Sportlife Fund, en 1983 la Federación Internacional de Tenis anunció en Wimbledon la creación de su primera competición internacional para niños, denominada «Sport Goofy Trophy», que tuvo lugar en Walt Disney World Resort. Para F. O'Brien, Goofy sufrió entonces la moda fitness, volviéndose más atlético, llevando los valores que la compañía Disney quiere transmitir: «la imaginación, la riqueza y la frescura de la juventud». Fue en este contexto que se estrenó el cortometraje Sport Goofy in Soccermania (1987).
En 1983, Goofy, al igual que varios personajes de Disney, regresó a las pantallas en Mickey's Christmas Carol. Goofy interpreta el papel del fantasma de Jacob Marley en esta adaptación del cuento A Christmas Carol de Charles Dickens. Siguiendo la tradición de Goofy, John Grant afirma que ofrece una interpretación estremecedora e incompetente del fantasma a pesar de la interpretación vocal de Hal Smith. Flora O'Brien consideró que el papel era «una extraña inversión» comparación con la actuación de Goofy en Los fantasmas solitarios (1937). En 1988, estuvo presente en el largometraje ¿Quién engañó a Roger Rabbit?, doblada en versión original por Tony Pope.

### Décadas de 1990 y 2000
En 1991, la película educativa Fitness Fun with Goofy tomó extractos de cortometrajes deportivos de las décadas de 1950 y 1960 para ofrecer una sesión completa de ejercicios físicos de 19 minutos, ilustrada con animaciones. Con motivo de sus sesenta años, se organiza en el parque Disneyland un desfile llamado World According to Goofy Parade durante el periodo de verano y otoño, del 19 de junio al 16 de noviembre de 1992. Por otro lado, volvió al éxito en televisión con su propia serie lanzada en 1992: La Tropa Goofy. Con su hijo Max y su gato Gamelle, se enfrenta a su vecino Pete y su familia. Esta serie podría ser la continuación de las aventuras de Georges Geef, en los cortometrajes de los años 1950 y 1960, pero Goofy mantiene su nombre, su hijo se llama Max (en lugar de Junior) y su esposa ya no está presente. Dos largometrajes se inspiraron en la serie: A Goofy Movie en 1995 y An Extremely Goofy Movie en 2000. Al mismo tiempo, Goofy encuentra su personalidad tradicional (sin hijos) en las series Mickey Mouse Works (1999-2000), House of Mouse (2001-2004) y La casa de Mickey Mouse (2006-2016).
El 4 de diciembre de 2006, Disney anunció la producción de cortometrajes con Goofy. En 2007, Goofy es el héroe de un cortometraje que actualiza la serie Cómo.., How to Hook Up Your Home Theater. Este cortometraje fue estrenado en cines de Estados Unidos como la primera parte de la película National Treasure: Book of Secrets. Goofy es visible en series infantiles y educativas como La casa de Mickey Mouse y Mickey Mouse Mixed-Up Adventures. Goofy apareció recientemente en la tecera temporada de Patoaventuras en el segundo episodio llamado Quack Pack! en referencia a la serie homónima. Allí apareció como padre y fotógrafo. Lleva su traje de La Tropa Goofy y este episodio es una continuación de la serie Patoaventuras de 1987, así como una continuación de A Goofy Movie.
El 11 de agosto de 2021, Goofy regresa con una nueva serie en Disney+ llamada How to Stay at Home. Esta serie de cortometrajes toma la receta de los viejos dibujos animados Cómo... transponiéndola a las noticias con acontecimientos cotidianos durante el período de la pandemia de COVID-19. La serie se compone de tres episodios: How to Wear a Mask, Learning to Cook y Binge Watching.

## Medios

### Filmografía
El personaje Goofy apareció por primera vez en la serie Mickey Mouse. Aparte de su propia serie homónima iniciada en 1939, podemos distinguir la subserie Cómo... iniciada en 1941 y la serie Donald & Goofy, iniciada en 1938.

### Dibujos animados
Goofy apareció por primera vez en tiras cómicas en enero de 1933 bajo el diseño de Floyd Gottfredson, junto a Mickey Mouse en los cuentos dominicales, pero todavía se llama Dippy Dawg. Rápidamente se unió a las historietas diarias de Mickey. Goofy tomó el apodo de Goofy en los cómics de 1936, y perdió definitivamente el nombre de Dippy Dawg alrededor de 1938. En 1938, el libro Story of Dippy the Goof se destaca por el hecho de que presenta a Goofy con un nombre temporal, ya no «Dippy Dawg» y aún no «Goofy Goof». Al igual que Barks para Donald, Floyd Gottfredson revitaliza y cambia profundamente la personalidad de Goofy, que ya no es una «buena bestia», sino el principal amigo de Mickey. Goofy razona de manera «diferente» a las personas que lo rodean. Según Stefan Schmidt, Goofy es, bajo apariencia de personaje ingenuo, quien mejor entiende siempre y de inmediato los entresijos de las intrigas y aventuras en las que se ve inmerso Mickey. A diferencia de otros personajes como Clarabelle u Horace, no tiene una actitud estereotipada y es inquebrantablemente leal.
Tras el éxito popular del Pato Donald, en sus propios dibujos animados y tiras cómicas diarias, Goofy sigue siendo el único personaje principal que aparece junto a Mickey en sus aventuras. A partir de 1947 y durante algunos años, cedió brevemente este lugar a Eega Beeva. En 1953, Goofy fue el héroe de su propia serie de libros, en los que se le asociaba con su sobrino Gilbert. El personaje de Goofy tiene una larga y compleja historia en los cómics. En Estados Unidos, tras las tiras diarias, continuó su carrera junto a Mickey, primero con Ken Hultgren. En octubre de 1965, gracias a Paul Murry, se convirtió en el superhéroe Super Goofy en The Thief of Zanzipar. En Italia, Luciano Bottaro escribió y dibujó un gran número de cuentos de Goofy con la bruja Carabosse (Nocciola en italiano), que son los más citados por la crítica. Este último intenta todo lo posible para hacer creer a Goofy en la existencia de las brujas (tema que recuerda a Goofy incrédulo en la existencia del hombre del futuro, Eega Beeva).
En la década de 1970, el estudio Program utilizó ampliamente a Goofy. Es el héroe de muchas aventuras «históricas» donde interpreta el papel de personajes famosos, donde tiene el papel protagónico frente a Mickey, así como Goofy Look At... (Goofy como profesor, o «La historia según Goofy»). Estas historias fueron escritas por Cal Howard y otros guionistas estadounidenses y dibujadas principalmente por Héctor De Urtiaga del estudio Jaime Díaz en Buenos Aires. En 1980, Goofy fue el héroe de la primera gran aventura de Disney producida en Francia, «Dingoofy y la carrera de las antorchas», una especie de road movie dibujada por Claude Marin y dirigida por Patrice Valli y Daniel Pecqueur. Aunque ha tenido una importante trayectoria en Francia (citaremos en particular las historias de Michel Motti extraídas de Goofy Look At...), se utiliza menos en Holanda o Brasil. En Dinamarca, el estilo de Paul Murry fue retomado por José Eugenio Tello y su Estudio Español. Posteriormente, en los años 1990, César Ferioli asumió el personaje al estilo de Floyd Gottfredson. Desde 1933, Goofy ha aparecido en varios miles de historias. El sitio INDUCKS enumera en 2011 según países y productores:
- Estados Unidos
  - Tiras diarias: 4003 historias
  - Difusión semanal: 1278 historias
  - Disney Studio (décadas de 1960 a 1980): 1335 pisos
  - Cómics americanos:
    - Dell Comics/Western Publishing: 986 historias
    - Disney Comics: 66 historias
    - Marvel Comics/Acclaim: 4 historias
    - Gladstone/Another Rainbow: 2 historias
- Francia: Édi-Monde/Disney Hachette Presse: 2917 historias
- Italia: Mondadori/Disney Italia: 2504 historias
- Dinamarca: Gutenberghus/Egmont: 2331 historias
- Países Bajos: Oberon/GP/VNU: 535 historias
- Brasil: Abril: 521 historias
- Reino Unido: 242 historias
- Alemania: Ehapa: 76 historias
- Producciones varias (por ejemplo  Argentina,  Bélgica): 39 historias
- Disney Europa (París): 2 historias

### Videojuegos

#### Kingdom Hearts
Goofy lidera la guardia real del castillo de Disney en la serie Kingdom Hearts. En lugar de usar armas, sólo pelea con un escudo. Su trabajo no era muy exigente, porque el castillo estaba en un país pacífico, hasta que el rey Mickey Mouse desapareció. Tras una carta dejada por el rey, él y el Pato Donald (aquí el mago de la corte) comienzan una larga búsqueda con Sora (el verdadero héroe del juego). En esta serie, Goofy tiene principalmente un papel cómico.
En Kingdom Hearts II, la presencia de Goofy es bastante débil. Aproximadamente a la mitad del juego, una piedra lo golpea en la cabeza justo después de salvar a Mickey de ser golpeado. Luego desaparece durante unos minutos del juego pero reaparece indicando que perdió el conocimiento tras el rescate. Podemos verlo como un homenaje a sus primeras historias en cómics como El Enigma del Rancho Perdido donde permanece escondido en un baúl durante buena parte de la historia.

#### Otros juegos
El personaje se ve en:
- Matterhorn Screamer! (1988), juego de plataformas para Apple II y Commodore 64.[106]
- Goofy's Railway Express (1989) para Commodore 64.[107]
- Adventures in the Magic Kingdom (1990) para NES.[108]
- Goofy's Hysterical History Tour (1993) para Mega Drive.[109]
- Goofy's Fun House (2001) para PlayStation.[110]
- Disney's Party (2003) para GameCube y Game Boy Advance.[111]

Aparece, con su hijo Max, en:
- Goof Troop (1993) un juego de lógica para Super Nintendo.[112][113]
- Disney's Extremely Goofy Skateboarding (2001) para PC.[114]

### Productos derivados
El personaje de Goofy, todavía llamado Dippy Dawg en aquella época, apareció en forma de productos derivados a partir de 1935, pero rara vez solo y a menudo como personaje secundario. La explosión del personaje en productos derivados se produjo en los años 80 con el Goofy Sportif; entonces estaba disponible en más de treinta conjuntos deportivos e incluso en una gama de accesorios de la marca Adidas.  La empresa Ingersoll desarrolló un modelo especial de reloj Goofy completamente al revés, los números y el sistema del reloj funcionaban en sentido contrario, un modelo adquirido por la empresa Hellbros en 1972 y cuyo precio aumentó de 19,95 USD a más de 700 USD a principios de los años 1990.

## Análisis de personaje

### Apariencia y características
Goofy fue creado como un personaje antropomórfico con carácter humano, a diferencia de Pluto, aunque ambos son caninos. Las dos primeras diferencias son la estatura y el habla. Esto último está, recordemos, en el origen de la carrera de Goofy, primero gracias al talento vocal de Pinto Clovig y luego de otros actores.

#### Carácter complejo
Los autores suelen tener problemas para definir perfectamente qué es Goofy. Para cristalizar esto, es común citar la película Cuenta conmigo (1986) de Rob Reiner que contiene esta pregunta de Gordie:
- «Mickey es un ratón, Donald es un pato y Pluto es un perro. ¿Qué diablos es Goofy?»

Incluso si se conoce la respuesta a esta pregunta, el personaje sigue siendo difícil de definir. Una de las dificultades proviene de su variada carrera, que se detalla a continuación. Otra proviene de la tradición de las producciones de Disney de definir una «personalidad animada» para cada personaje. Goofy tiene una personalidad difícil de definir, en parte por su evolución. Además, el personaje no tiene el mismo carácter ni el mismo comportamiento en la animación y en el cómic.
Para la animación, Flora O'Brien define a Goofy como: «un personaje fascinante y polifacético [...] establecido en la tradición de las estrellas de la comedia muda como Charlie Chaplin, Buster Keaton y Harold Lloyd [...] utiliza todas sus habilidades de acróbata o mimo para entretenernos. [...] es esencialmente un payaso rural cuya sencillez de espíritu es una rica fuente de humor. [...] Es parte de una tradición estadounidense en la que la simple gente del campo puede ser más que una simple broma para los habitantes de la ciudad». Añade que él es romántico e inocente y siempre lo piensa dos veces, ya sea antes o después de la acción. También es un experto en «caos en cámara lenta», lo que, combinado con su invencible buen humor, lo hace parecer un completo idiota/tonto. Añade que «su realidad está un paso por detrás de la de sus amigos Mickey y Donald». Esta característica está muy presente desde el primer cortometraje de la serie How to... En How to Ride a Horse, una secuencia en cámara lenta muestra a Goofy en todas las posiciones posibles excepto sobre el caballo y perfectamente tranquilo. Todo esto ha dejado a Goofy un poco solo, no pudiendo sus amigos darle una tarea sin que él sea capaz de encontrar la forma más complicada de llevarla a cabo. Concluye su libro afirmando que «Goofy siempre estuvo en el lugar correcto en el momento correcto. [...] que compartió su carrera con los nombres más importantes de Disney [...] Que a pesar de tener menos apariciones en películas que Mickey o Donald, su rostro es conocido en todo el mundo. [...] Goofy simplemente se mantuvo fiel a la rica personalidad creada por Art Babbitt».
Sin embargo, mantiene algunos rasgos constantes como su capacidad para no hacer las cosas como debería. John Grant indica que Goofy demuestra en todas estas películas no el «cómo hacer» sino el «cómo no hacer». Dave Smith lo resume hablando de «estupidez combinada con una buena formación». Para John Grant, es «legítimo preguntar por qué Goofy se ha convertido en un miembro tan popular de la pandilla central de Disney, mucho más que Mickey Mouse». Como posible respuesta, da el hecho de que «la mayoría de nosotros podemos encontrar algo con lo que identificarnos con el personaje de Goofy: todos somos de vez en cuando capaces de demostrar su [...] locura, cuando intentamos sobresalir . [...] En Goofy, todos nos vemos como en un espejo». Quizás por eso el personaje es tan complejo.
Irónicamente, según el biógrafo Neal Gabler, a Walt Disney no le gustaba Goofy debido a su falta de realismo y características humanas y muchas veces proponía dejar de utilizar al personaje y sólo lo conservaba para poder hacer trabajar a sus facilitadores. Asimismo, Carl Barks, dibujante oficial de Donald durante más de treinta años y creador, entre otros, de Scrooge McDuck, sólo utilizó una vez al personaje (al igual que el de Mickey) en un cuento publicado en agosto de 1947, The Riddle of the Red Hat. En una entrevista de 1992, confió que «no podía soportar a Goofy»: «Goofy era simplemente un débil mental. Nunca pude entender qué podía tener de divertido un idiota».
Una reacción a la incertidumbre que rodea al personaje de Goofy es su nombre. En inglés, también lo llamaban Dippy Dawg, rápidamente apodado The Goof ou Goofy y luego Dippy the Goof antes de tomar el nombre de Goofy the Goo. En Francia, Goofy se llamó sucesivamente Piloche, Quenotte (1935), Moule-à-Gaufres, Achille Nigaudot (1936), Goofy o Goufy, antes de adoptar su nombre definitivo en 1937. Otro elemento extraño es que Goofy rara vez vive en la misma casa, que a menudo se encuentra en el peor de los casos en un estado deplorable, todo lo contrario de la imagen que tenía en los años cincuenta.

#### Carrera variada
Goofy tuvo varios períodos en su carrera, a veces con nombres específicos. Podemos distinguir:
- El amigo torpe y torpe de Mickey Mouse de 1932 a 1941
- El hombre común de los cortometrajes How to... entre 1941 y 1951 y luego después de 1953
- George Geef, héroe de varios cortometrajes realizados entre 1951 y 1953, arquetipo del hombre medio, cercano al anterior
- La atleta tuvo dos períodos, durante How to... y en los años 1980
- El superhéroe Super Goofy de 1965 en los cómics
- El personaje de ejemplo en How to... y Goofy Explorer en los cómics de los años 1980
- El padre de Max, un joven de los años 90, en La Tropa Goofy (1992-1993) y luego en las películas asociadas.

Un resumen de la carrera cinematográfica de Disney antes de 1990 podría ser este:

«La primera mitad de la década de 1930 estuvo marcada por papeles secundarios junto a Mickey, con un ingenio lento. Durante la segunda mitad de la década de 1930, Goofy se convirtió en el héroe de su propia serie como otras estrellas de Disney. Los años 40 fueron los de How to... y los 50 estuvieron marcados por el Goofy humanizado, transcribiendo el cambio en la sociedad americana provocado por la llegada de la televisión y la importante urbanización de los suburbios».

Para Flora O'Brien, los inicios de Goofy estuvieron fuertemente influenciados por su presencia en el séquito de Mickey Mouse. Otro paso fue la necesidad de Floyd Gottfredson de organizar las historias de Mickey y su séquito en tiras cómicas. La fuente de temas de las películas se agotó rápidamente y los autores tuvieron que desarrollar historias originales. Durante este trabajo, la personalidad de Goofy evolucionó, perdiendo su aspecto rural y animal de granja para desarrollar sus facultades ocultas como la lealtad y su carácter imperturbable.
Sin embargo, la gama de roles en los cortometrajes animados ofrece una amplia gama de roles, pero solo para Goofy. Es más bien en el lado de las historietas donde debemos mirar para encontrar un desarrollo del entorno cercano y de los elementos personales de Goofy. Gottfredson presenta así a Goofy al principio como un vecino irritante, una plaga, que llega cuando no lo queremos, ataviado con un arpa de mandíbula, instrumento que le gusta y quiere mostrar sus progresos. El cambio de comportamiento se produce con el epílogo de The Lair of Wolf Barker, publicado en las tiras diarias y luego dominicales durante la primera mitad de 1933: Goofy, escondido por error en un baúl, ahuyenta a los bandidos, convirtiéndose en el héroe por un día. También fue en esta época que la personalidad de Mickey cambió para volverse más tranquila, a favor del público; sus papeles cómicos luego se transfieren a sus adyuvantes.
Durante este período, Goofy se convierte en el compañero de Mickey en numerosas aventuras, lo que obliga a Flora O'Brien a cuestionar la forma de vida de Goofy, quien a menudo parece desocupado y dispuesto a seguir a Mickey el aventurero. Ella lo compara con el Dr. Watson, y Mickey suele desempeñar un papel de detective. Un punto sorprendente en comparación con otros personajes de Disney, señalado por Flora O'Brien, es el vestuario muy desarrollado de Goofy, en contraste con los pantalones cortos de Mickey y la ausencia total de pantalones de Donald. También lo descubrimos vistiendo un traje de Sherlock Holmes, de vaquero o de dandy, pero para mantener su carácter, sus trajes son a menudo extravagantes, demasiado ricos, estropeados o absurdos.

#### Familia informal
A diferencia de Mickey Mouse, cuya familia está ausente en la animación o a menudo distante en las historietas, o del Pato Donald con una familia muy numerosa, Goofy tiene una familia un poco más definida pero ocasional. Las historietas están llenas de primos, cada uno más variado que el anterior, e incluso un hermano salvaje. Pero es sobre todo un solitario, quizás por sus características psicológicas, que parecen hereditarias. En el lado emocional, Goofy no parece muy cómodo. Así, en sus inicios intentó seducir a la estatua del tiempo en Clock Cleaners (1937) y a una figura destacada en Boat Builders (1938). Estos son los raros encuentros con mujeres que tiene. Pero después de finales de la década de 1940, fue más lejos que la mayoría de los otros personajes, que permanecieron sin hijos y, a menudo, eternamente comprometidos.
En la animación de 1951, como Georges Geef, es el padre del pequeño Georges Junior (también llamado Goofy Junior) y está casado con una señora Geef cuyas piernas principalmente solo vemos. Luego ofrece el retrato de una vida bien ordenada. En los cómics y a partir de 1969, tuvo una prometida llamada Gloria durante algunos años pero sus apariciones fueron mucho más ocasionales a partir de 1977. ¿Pero es sólo un papel o su vida real? Cabe recordar que Walt Disney dijo que Mickey estuvo casado con Minnie en la vida real pero que hacen el papel de prometidos. Este hijo tiene rasgos menos caninos que Goofy, nariz roja, pelo rojo con una púa y no tiene orejas colgantes. Junior aparece en varias películas: Fathers Are People (1951), Father's Lion (1952), Father’s Day Off (1953), Father's Week End (1953) y Aquamania (1961).
Goofy es el único que no tiene una pareja estable como Micky con Minnie y Donald con Daisy pero es el único de los amigos de Mickey que tiene un hijo, así como Donald sus sobrinos Hugo, Paco y Luis.

### Distribución
Mientras que Mickey Mouse sólo ha tenido cuatro voces oficiales en inglés desde su creación y el Pato Donald dos, Goofy ha sido doblado por muchos más actores:
- Pinto Colvig 1932-1937 luego 1944-1965. También es la voz de Plutón, Grumpy, Sleeper y muchos animales como peces e insectos.[139]
- Stuart Buchanan: 1937-1941[11]
- George Johnson: 1939-1943[140]
- Hal Smith: 1983[141]
- Will Ryan: 1987 (Down and Out with Donald Duck)[142]
- Tony Pope: 1988 (¿Quién engañó a Roger Rabbit?)[66]
- Bill Farmer desde 1986[143]

John Grant señala que durante el período 1937-1941 debido a la ausencia de Pinto Colvig de los Estudios Disney, se tomaron «medidas desesperadas» para darle voz a Goofy. Entre ellas, la reutilización «intensiva» de grabaciones de películas anteriores, el uso de un narrador, el uso más «satisfactorio» de otro actor de doblaje, incluido Stuart Buchanan, que actuaba en las emisiones de radio con Goofy. Este es el caso del cortometraje How to Ride a Horse integrado en el documental El dragón chiflado (1941).

### Análisis gráfico
Flora O'Brien dedica unos párrafos a la animación de Goofy, aquí te dejamos algunos elementos:
- Una de las técnicas de animación perfeccionadas por Disney es la «acción superpuesta», todo el cuerpo expresa el pensamiento o coincide con el movimiento general. Pero para Goofy, para adaptarse a su personalidad, las partes de su cuerpo se mueven a diferentes velocidades.[145]
- Art Babbitt dio a los movimientos de Goofy un ritmo sin sentido subrayado por sus ojos a menudo entrecerrados que sólo reaccionan unos momentos después.[145] Otro movimiento es su enfoque llamado «muro flip-flop».[146]
- Wolfgang Reitherman hace lo contrario que Babbitt en cuanto a ritmo pero Goofy es para él un «idiota exuberante». Para transmitir este rasgo de carácter, Reitherman le da a Goofy movimientos de molino de viento en los brazos.[145]

Art Babbitt y Woolie Reitherman son sin duda los dos principales animadores que influyeron en el personaje de Goofy. El primero desarrolló las primeras características fuertes del personaje a partir de 1935. El segundo fue el animador principal bajo la dirección del director Jack Kinney cuya primera influencia se puede ver en Goofy's Glider (1940) y luego How to Ride a Horse (1941) antes de continuar con los otros cortometrajes de la serie How to... Frank Thomas y Ollie Johnston en Disney Animation: The Illusion of Life califican el trabajo de Reitherman sobre Goofy como: «El Goofy animado por Woolie se comunicaba con el público de una manera que sólo Wooly podía hacerlo: era un nuevo tipo de animación. Su timing, su dirección, su textura, su ritmo, sus ganas de hacer algo diferente, su sentido del buen gag, el conocimiento de lo que divierte (y la capacidad de pensar en algo como si no fuera el caso), todo se movía según su dirección».
A mediados de los años 1930, los Estudios Disney impartieron cursos a aprendices de animación para que supieran de una vez por todas cómo animar a cada personaje. Si bien la mayoría de los cursos, impartidos por artistas experimentados, eran muy técnicos, el análisis de Goofy que hizo Art Babbitt se consideró notablemente claro. Esto es lo que dijo en 1935:

«Es difícil decir si Goofy pertenece al dominio físico o mental, ya que estas características se entrelazan, se reflejan entre sí y ayudan en su desarrollo mutuo. Como resultado, tengo que decirlo todo a la vez: imagina a Goofy como la combinación de un optimista acérrimo, un buen samaritano crédulo, un tonto y un campesino perezoso pero tranquilo. Es desvencijado y larguirucho sin ser gomoso.

Puede darse prisa si es realmente necesario, pero prefiere evitar cualquier excitación superflua y, por tanto, actúa en dirección a la tranquilidad. Es un contrafilósofo. Pase lo que pase, todo será para lo mejor, o al menos para lo más divertido. Siempre está dispuesto a ayudar a las personas y ofrece asistencia incluso cuando no se la solicita, empeorando así las situaciones. Rara vez, o nunca, logra sus objetivos o termina un trabajo. Le resulta difícil concentrarse en algo durante más de unos instantes: la más mínima distracción le saca de sus pensamientos. Pero él no es un tonto al que hay que compadecer. No babea ni grita incontrolablemente.
Tiene un poco de música interior, siempre la misma, que tararea cuando trabaja o piensa. Habla consigo mismo porque le resulta más fácil saber lo que piensa si lo expresa primero.
No tiene apoyo. Su espalda está arqueada en sentido contrario y su pequeño estómago sobresale. Su cabeza, estómago y rodillas arrastran su cuerpo. Su cuello es largo y delgado, sus rodillas torcidas y sus pies anchos y planos. Camina sobre sus talones, con los dedos de los pies levantados. Sus hombros estrechos que se hunden rápidamente hacen que la parte superior de su cuerpo parezca delgada y sus brazos son largos y pesados, aunque no están dibujados de esa manera. Sus manos son delicadas y expresivas y, aunque sus gestos son amplios, transmiten caballerosidad.
No se debe pensar en Goofy como una simple salchicha con mangueras de jardín. Aunque es suave y flexible, su cuerpo aún posee firmeza y peso. El balanceo de brazos y piernas debe obtenerse mediante una sucesión de roturas de las articulaciones y no imitando el balanceo de una cuerda. No es musculoso pero tiene la fuerza y el vigor de una persona nerviosa.
Su ropa no le queda bien: sus pantalones flotan hasta las rodillas y trata en vano de esconder sus calcetines. Cuelga sobre las nalgas y se estrecha marcadamente en la entrepierna. Su suéter es bastante ajustado, excepto alrededor del cuello, y su chaleco le queda demasiado pequeño. Su sombrero está hecho de una tela suave que le hace parecer vivo.
La cabeza de Goofy puede verse como una caricatura de una persona con un cráneo puntiagudo; ojos grandes y soñadores, dientes prominentes y mentón hundido, boca grande, labio inferior grueso, lengua gruesa y nariz bulbosa y acampanada con la punta respingona. Sus ojos deben permanecer medio cerrados para mantener su apariencia de sueño, aunque lucha constantemente contra el sueño. Pero, por supuesto, pueden abrirse de par en par dependiendo de las expresiones. Parpadea moderadamente.
Es extremadamente tímido. Sin embargo, cuando le sucede algo estúpido, mira a la cámara como un actor aficionado con sus seres queridos entre el público, tratando de ocultar su vergüenza con expresiones faciales dirigidas a ellos. Está en contacto con espíritus, hadas y otras criaturas sobrenaturales. Todo objeto o engranaje de mecanismo, que para nosotros es inanimado, tiene un alma y una personalidad en su espíritu.
Lo improbable se vuelve realidad cuando Goofy está involucrado. Tiene un maravilloso control muscular de su trasero. Puede realizar numerosas contorsiones con él y no deberías dudar en utilizarlo siempre que surja la oportunidad de exagerar una postura cómica.

Este pequeño análisis ha detallado a Goofy de pies a cabeza, y llegados a estos extremos, me detengo».